# Taphrina hiratsukae
Taphrina hiratsukae (лат.) — вид грибов рода тафрина (Taphrina) отдела аскомицеты (Ascomycota), паразит папоротников из семейства Оноклеевые (Onocleaceae). Вызывает появление пятен на листочках вай.
По морфологическим признакам незначительно отличается от вида Taphrina athyrii, поражающего другие виды папоротников и имеющего иное географическое распространение. Некоторые исследователи считают эти два вида идентичными.

## Описание
Пятна на растении жёлто-бурые, неправильной или удлинённой формы, образуются на обеих сторонах листочков. Утолщения в местах поражения отсутствуют.
Мицелий развивается под кутикулой папоротника.
Сумчатый слой («гимений») имеет вид беловатого налёта на нижней стороне пятен.
Аски 6- или 8-споровые, размерами 18—35×4—12 мкм, булавовидные, с усечённой или закруглённой верхушкой. Базальные клетки (см. в статье Тафрина) размерами 4—19×3—5 мкм.
Аскоспоры эллипсоидальные, 4—6×2—4,5 мкм.

## Распространение и хозяева
Taphrina hiratsukae встречается в Евразии — на Скандинавском полуострове, в Финляндии, Польше, Краснодарском крае России и в Японии, а также в Северной Америке — в Канаде и США.
Типовой хозяин — Onoclea sensibilis (в Японии), также паразитирует на страуснике обыкновенном (Matteuccia struthiopteris).